# Aurelio Martínez

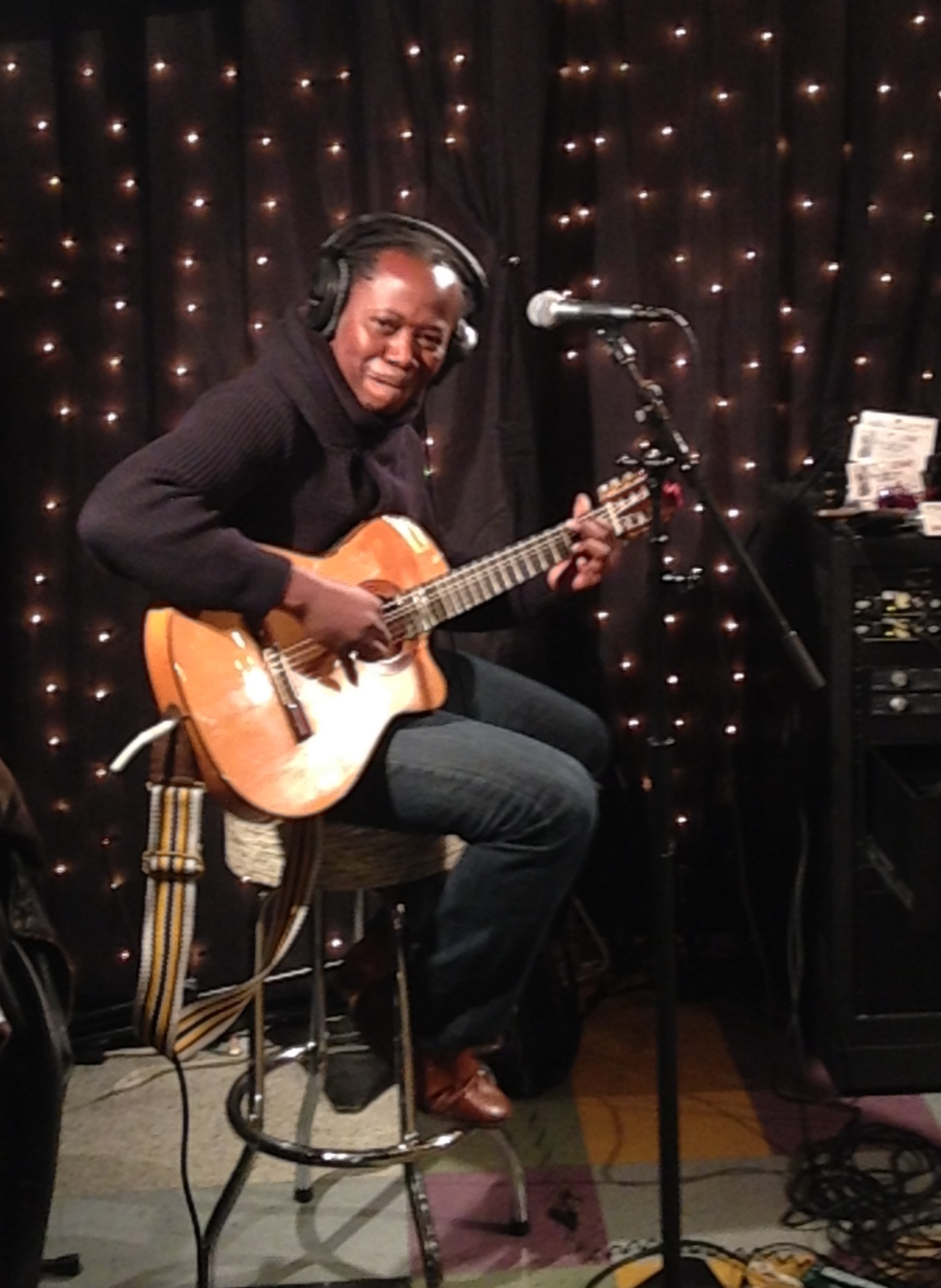
Aurelio Martínez

Aurelio Martínez Suazo, född 26 september 1969 i Gracias a Dios, Honduras, död 17 mars 2025 i Roatán, Bahíaöarna, Honduras, var en honduransk låtskrivare, sångare, musiker och politiker. Han var den förste svarte ledamoten i Honduras parlament och var en ledande aktivist för garifunafolket.
Martinez album "Garifuna Soul" släpptes 2004 av Stonetree Records och vann ett erkännande världen runt i världsmusik-kretsar.
Efter en längre period, då han huvudsakligen var sysselsatt med politik, återkom Martinez 2011 med sin andra skiva "Laru Beya" (Vid stranden). Detta album spelades in i hemlandet Honduras, men även i Belize och i Dakar i Senegal där Youssou N'Dour samt medlemmar från Orchestra Baobab medverkade. Enligt Martínez själv är skivan ett slags hemkomst, men även en återkoppling till Afrika. Den innehöll bland annat en hyllning till en av garifunakulturens förkämpar Andy Palacio, som varit en inspiratör och nära vän till Martínez. 
Musikaliskt kännetecknas Martínez sound av en mjuk blandning av karibiska rytmer, reggae, samba och blues med ett stråk av melankoli i botten.  
Han turnerade världen över och besökte exempelvis Skandinavien både 2010 och 2011. Ett tredje album med honom, Lándini, släpptes hösten 2014.

## Diskografi
- Garifuna Soul, 2004
- Laru Beya, 2011
- Lándini, 2014